# IndyCar (entreprise)
Pour les articles homonymes, voir IndyCar.
IndyCar LLC est une entreprise et un organisme de course automobile américain qui organise l'IndyCar Series et son épreuve phare, les 500 miles d'Indianapolis, ainsi que différentes séries de monoplaces de promotion telles que l'Indy Lights, le Pro Mazda Championship ou le US F2000 National Championship. Il est affilié à la Fédération Internationale de l'Automobile.
Créé sous le nom Indy Racing League (également appelé IRL), l'entreprise a été fondée en 1994 par Tony George, héritier de la famille Hulman George (en), alors propriétaire de l'Indianapolis Motor Speedway et organisateur des 500 miles d'Indianapolis. Le 4 novembre 2019, Penske Corporation (en) acquiert la société Hulman & Company et l'ensemble de ses filiales, dont la société IndyCar LLC et l'Indianapolis Motor Speedway,.
En mettant sur pied en 1996 le championnat éponyme, Indy Racing League, devenu IndyCar Series, Tony George a créé une scission avec le CART, championnat existant depuis 1979 et dont l'Indy 500 était l'épreuve reine. IndyCar LLC est le quatrième organisme à gérer et organiser le championnat national de monoplaces aux États-Unis après l'AAA, l'USAC et le CART/Champ Car. L'entreprise a officiellement adopté son nouveau nom le 1er janvier 2011.

## Historique

### Les courses de monoplace aux États-Unis
De 1956 à 1978, le championnat national de monoplace américaine est organisé par l'USAC (United States Auto Club), qui lui-même a succédé à l'AAA (American Automobile Association). Le championnat regroupe alors les meilleures équipes et pilotes des États-Unis. Jusqu'en 1971, le championnat est composé principalement de courses sur circuits ovales (certains sur asphalte et d'autres sur terre), quelques courses sont organisées sur des tracés routiers et parfois, le championnat organise des courses de côtes. Après 1971, les courses sur terre disparaissent définitivement du calendrier.
Cependant, en 1978, de profondes divergences font leur apparition entre l'USAC et les principales écuries engagées. Ces dernières décident alors de créer leur propre championnat : le CART (Championship Auto Racing Teams). En 1979, deux championnats vont ainsi être organisés en parallèle : le CART et l'USAC. Les 500 miles d'Indianapolis, épreuve mythique et populaire du sport automobile aux États-Unis intègre le calendrier du championnat CART, tout en restant au programme de l'USAC. Malgré cela, l'USAC décline et le CART devient à partir de 1980, le championnat de monoplace de référence aux États-Unis. Le calendrier de l'USAC est de plus en plus léger, jusqu'à se concentrer sur l'Indy 500 pour la saison 1984-1985 (en). En 1984, le CART organise autant d'épreuves sur circuits ovales que sur tracés routiers. À partir de 1986, les courses sur ovales deviennent minoritaires sur le calendrier, ce qui constitue une première dans l'histoire de l'IndyCar.

### L'appellation Indy Car
Le terme "Indy Car" est utilisé dès les années 50. Il s'agit alors du surnom donné aux monoplaces du championnat USAC, dérivé du nom de la course automobile la plus populaire du sport américain, les 500 miles d'Indianapolis. Cette appellation a continué à être utilisée par le Championship Auto Racing Teams, le remplaçant de l'USAC en tant que principal organisme organisateur des championnats de course automobile aux États-Unis, qui appelle alors son championnat les "CART PPG Indy Car World Series" (bien qu'il ne soit pas l'organisateur de l'Indy 500).

### Le conflit entre le CART et la famille Hulman George
En janvier 1990, Tony George devient président de l'Indianapolis Motor Speedway et de sa course principale, les 500 miles d'Indianapolis. Tony est le petit-fils de Tony Hulman (en), qui acquit l'Indianapolis Motor Speedway au sortir de la Seconde Guerre mondiale. La structure en place du CART, dans le cadre duquel les 500 Miles sont organisés, ne plaît que modérément à George car composée de 24 membres (majoritairement des chefs d'écurie). Il propose alors dès novembre 1991 de créer une nouvelle structure et une nouvelle organisation, composée de seulement cinq membres, appelée "Indy Car Inc". La direction du CART refuse.
En 1992, l'Indianapolis Motor Speedway enregistre la marque "IndyCar" auprès de l'Office des brevets et des marques de commerce des États-Unis et la cède sous licence au CART, pendant que Tony George dépose officiellement la société "Indy Car Inc".
Le conflit entre les organisateurs du CART et Tony George est renforcé par le souhait d'internationalisation du CART, notamment soutenue par Andrew Craig, son nouveau président. Cette expansion au-delà des frontières est redoutée par Tony George, car elle représente un potentiel risque pour la place centrale qu'occupe l'Indy 500 dans le calendrier.
Quatre mois après la nomination d'Andrew Craig, Tony George annonce finalement la formation de l'Indy Racing League (IRL), un nouveau championnat, pour l'année 1996. La famille Hulman George voit dans cette nouvelle série l'occasion de créer une discipline à la philosophie plus américaine,, en revenant aux racines de l'IndyCar avec des courses principalement disputées sur ovale, aux États-Unis et favorisant la présence de pilotes américains. Tony George n'exclut pas la possibilité d'organiser plusieurs courses sur tracés routiers, mais elles ne doivent pas se faire au détriment de la compétition sur ovales. Le championnat intègre les 500 miles d'Indianapolis, au détriment du CART : son règlement garantit à 25 de ses équipes une place sur la grille de la course, ne laissant ainsi que huit places libres pour d'autres équipes, à commencer par les participants du CART.
En 1996, le conflit entre les deux parties atteint un sommet. Au mois de mars débute une bataille juridique autour de l'usage de la marque "Indy Car" : la direction du CART engage une action contre la famille Hulman George pour l'usage de l'appellation "Indy Car", louée depuis plusieurs années. En avril, c'est une procédure inverse qui est lancée par la famille Hulman George, pour empêcher le CART de continuer à utiliser la marque. Il faudra attendre la fin de la saison 1996 pour qu'une solution soit trouvée et que le CART accepte finalement de renoncer à utiliser la marque. En contrepartie, l'IRL acceptera de ne pas utiliser la marque "Indy Car" pour le nom de son championnat avant la fin de la saison 2002. En 2003 s'organiseront donc les IndyCar Series à la place de l'Indy Racing League et le ChampCar, à la place du CART.
Cette même année, les équipes du CART refusent de se rendre à Indianapolis et de participer à la course. La direction du CART va même jusqu'à organiser une course le même jour au Michigan International Speedway, l'U.S. 500. Pour maximiser l'intérêt de cette nouvelle course, un million de dollars est promis au vainqueur.
Les conséquences de ce conflit sont flagrantes. Les billets pour la deuxième course de l'Indy Racing League à Phoenix se vendent moins bien, et l'audience télévisée diminue. Le week-end du Memorial Day, le 26 mai, se déroulent la 80e édition des 500 miles d'Indianapolis et la première édition de l'U.S. 500. Ces deux courses sont des échecs commerciaux. Le CART organisera sa course jusqu'en 1999, sans jamais réussir à attirer les fans et se rapprocher du succès, bien qu'en berne, des 500 Miles. Pour l'Indy Racing League, cette première saison est globalement un échec, avec des équipes inexpérimentées et manquant beaucoup de préparation.
À partir de 1997, l'Indy Racing League adopte un nouveau règlement technique afin de rendre la production des châssis et des moteurs financièrement plus accessible aux équipes. Conséquence de ce nouveau règlement, les équipes du CART ne peuvent plus prendre part aux 500 miles d'Indianapolis avec leurs équipements actuels, augmentant ainsi les coûts des équipes souhaitant participer au championnat CART et aux Indy 500.
Entre 2000 et 2002, plusieurs équipes prestigieuses et concurrentes historiques du CART, comme le Penske Racing ou le Chip Ganassi Racing basculent du CART à l'IRL. Ces deux équipes remportent d'ailleurs l'Indy 500 en 2000, 2001, 2002 et 2003. Cet exode a de graves conséquences économiques et financières pour le CART qui ira jusqu'à faire faillite à l'issue de la saison 2003. Tony George tente alors de racheter le CART afin de réunifier le championnat national de monoplaces mais les propriétaires d'écuries, dont Gerald Forsythe et Paul Gentilozzi refusent et rachètent le CART, qu'ils rebaptisent officiellement "Champ Car World Series". Dans le même temps, le championnat IRL est rebaptisé "IndyCar Series". La popularité, la médiatisation et les audiences télévisuelles de ce dernier augmentent lentement mais sûrement entre 1996 et 2007, mais tout en restant loin de la popularité que possédait le CART à la fin des années 1980 et au début des années 1990. 
Après des débuts laborieux, le championnat IndyCar Series a su proposer un plateau à la qualité en hausse pour s'affirmer comme un véritable rival du CART/ChampCar, au point de mettre en péril l'existence de ce dernier et de finalement de l'absorber début 2008.

### L'absorption du ChampCar par l'IndyCar Series
En février 2008, Tony George et les propriétaires des ChampCar World Series signent un accord pour unifier les deux championnats à compter de la saison 2008. Il s'agit dans les faits davantage d'une absorption du ChampCar par l'IndyCar que d'une véritable fusion. En effet, le ChampCar disparaît définitivement après le Grand Prix de Long Beach 2008 et la plupart des équipes migrant vers l'IndyCar Series.
Malgré une hausse de popularité depuis les débuts en 1996 et son absorption du Champ Car, le championnat IndyCar Series reste déficitaire ce qui vaut de plus en plus de critiques à l'égard de Tony George. Ce dernier démissionne de son poste en janvier 2010 et Randy Bernard devient le nouveau président de l'Indy Racing League au mois de février. L'année suivante, Indy Racing League, l'entreprise qui organise les IndyCar Series, change officiellement de nom et devient IndyCar. Mark Mikes devient en octobre 2012 le nouveau président de l'entreprise.

### Rachat par Penske Corporation
Le 4 novembre 2019, le conseil d’administration de Hulman & Company, la société mère d'IndyCar LLC, de l'IndyCar Series et de l'Indianapolis Motor Speedway, annonce qu'un accord a été trouvé avec Penske Corporation pour une vente de l'ensemble de ses actifs,.

## Les séries organisées par l'IndyCar

### IndyCar Series
L'IndyCar Series est depuis 1996 le principal championnat organisé par l'IndyCar. Pour des raisons juridiques, il ne porte ce nom que depuis la saison 2003. Depuis 2008 et l'annonce de la disparition du CART/Champ Car, l'IndyCar Series est l'unique championnat majeur de courses de monoplaces aux États-Unis. NTT, une entreprise de télécommunications, est l'actuel sponsor-titre de la série.
À l'origine, la série se disputait exclusivement sur circuits ovales. À partir de 2005, les circuits routiers et urbains font leur apparition. Aujourd'hui, un tiers seulement des courses se disputent sur anneau de vitesse, le reste se déroulant sur circuits urbains et routiers.

### Indy NXT
L'actuel championnat Indy Lights a vu le jour en 2002, sous le nom d'Infiniti Pro Series, du nom du motoriste japonais Infiniti, alors principal partenaire technique et financier de la série. À la suite du retrait du soutien financier d'Infiniti, le championnat a pris en 2006 le nom d'Indy Pro Series, puis celui d' Indy Lights en 2008, avant de prendre définitivement celui d'Indy NXT à compter de la saison 2023. Il s'agit de la deuxième division, derrière l'IndyCar, du Road to Indy, un programme de formules de promotions pour accéder à l'IndyCar Series.
L'Indy NXT est distinct du championnat Indy Lights, créé en 1986 sous le nom American Racing Series et qui était la formule de promotion du championnat CART.

### Indy Pro 2000 Championship
L'Indy Pro 2000 Championship, anciennement connu sous le nom de Star Mazda Championship et Pro Mazda Championship est une formule de promotion, la troisième division du Road to Indy. La série commence en 1991 et a depuis, toujours parcouru des ovales, des circuits routiers et des circuits urbains. Dès ses débuts, la formule avait pour but de développer les jeunes pilotes vers un avenir dans une meilleure formule.

### US F2000 National Championship
Ce championnat est le quatrième rang du programme Road to Indy. Créé en 1991, le championnat a été suspendu en 2006, puis relancé en 2010. C'est un dérivé de la Formule Ford F2000.